# تیم ملی فوتبال زیر ۱۹ سال انگلستان
تیم ملی فوتبال زیر ۱۹ سال انگلستان (انگلیسی: England national under-19 football team) نماینده کشور انگلستان در مسابقات فوتبال زیر ۱۹ سال اروپا و جهان است که زیر نظر اتحادیه فوتبال انگلستان فعالیت می‌کند. 